# Tornei di tennis maschili indipendenti nel 1971
Nel 1971 alcuni tornei di tennis maschili facevano parte del Pepsi-Cola Grand Prix 1971, che era rivale del World Championship Tennis 1971, ma la maggior parte non era inserito in nessuno dei 2 circuiti.

## Calendario

### Gennaio
| Settimana  | Torneo                                                                               | Vincitore                          | Finalista                          | Semifinalisti | Eliminati ai quarti |
| ---------- | ------------------------------------------------------------------------------------ | ---------------------------------- | ---------------------------------- | ------------- | ------------------- |
| ? Gennaio  | New South Wales Hard Court Championships 1971 Tamworth, Australia Singolare - Doppio | Colin Dibley                       | non conosciuta (bandiera)          |               |                     |
| ? Gennaio  | New South Wales Hard Court Championships 1971 Tamworth, Australia Singolare - Doppio |                                    |                                    |               |                     |
| 9 Gennaio  | Western Province Championships 1971 Città del Capo, Sudafrica Singolare - Doppio     | Bob Hewitt 6-1 6-1                 | Collen Rees                        |               |                     |
| 9 Gennaio  | Western Province Championships 1971 Città del Capo, Sudafrica Singolare - Doppio     |                                    |                                    |               |                     |
| 2 Gennaio  | Eastern Province Championships 1971 Port Elizabeth, Sudafrica Singolare - Doppio     | Bob Hewitt 6-2 5-7 6-4             | Rayno Seegers                      |               |                     |
| 2 Gennaio  | Eastern Province Championships 1971 Port Elizabeth, Sudafrica Singolare - Doppio     |                                    |                                    |               |                     |
| ? Gennaio  | Jamaican International Championships 1971 Kingston, Giamaica Singolare - Doppio      | Gerald Battrick 6-2 6-1 6-1        | Joaquín Loyo-Mayo                  |               |                     |
| ? Gennaio  | Jamaican International Championships 1971 Kingston, Giamaica Singolare - Doppio      |                                    |                                    |               |                     |
| 3 gennaio  | New Zealand Championships 1971 Christchurch, Nuova Zelanda Singolare - Doppio        | Colin Dibley 6-1 6-4 6-4           | Bob Giltinan                       |               |                     |
| 3 gennaio  | New Zealand Championships 1971 Christchurch, Nuova Zelanda Singolare - Doppio        |                                    |                                    |               |                     |
| 4 gennaio  | Western Australian Open 1971 Perth, Australia Singolare - Doppio                     | Aleksandre Met'reveli 7-5 6-2 6-2  | John Alexander                     |               |                     |
| 4 gennaio  | Western Australian Open 1971 Perth, Australia Singolare - Doppio                     | Syd Ball Bob Giltinan 10-8 6-3 6-3 | Aleksandre Met'reveli John Barlett |               |                     |
| 31 gennaio | Victorian Open 1971 Melbourne, Australia Singolare - Doppio                          | Aleksandre Met'reveli 6-4 6-2      | Phil Dent                          |               |                     |
| 31 gennaio | Victorian Open 1971 Melbourne, Australia Singolare - Doppio                          |                                    |                                    |               |                     |

### Febbraio
| Settimana   | Torneo                                                                           | Vincitore                         | Finalista      | Semifinalisti           | Eliminati ai quarti |
| ----------- | -------------------------------------------------------------------------------- | --------------------------------- | -------------- | ----------------------- | ------------------- |
| ? Febbraio  | French Covered Court Championships 1971 Lione, Francia Singolare - Doppio        | Pierre Barthes 6-2 6-3 6-3        | Peter Pokorny  |                         |                     |
| ? Febbraio  | French Covered Court Championships 1971 Lione, Francia Singolare - Doppio        |                                   |                |                         |                     |
| ? Febbraio  | South Florida Championships 1971 West Palm Beach, USA Singolare - Doppio         | Frank Froehling 6-3 6-2           | Pat Cramer     |                         |                     |
| ? Febbraio  | South Florida Championships 1971 West Palm Beach, USA Singolare - Doppio         |                                   |                |                         |                     |
| ? Febbraio  | German Covered Court Championships 1971 Brema, Germania Singolare - Doppio       | J Ulrich 6-4 10-8 4-6 4-6 6-3     | David Lloyd    |                         |                     |
| ? Febbraio  | German Covered Court Championships 1971 Brema, Germania Singolare - Doppio       |                                   |                |                         |                     |
| 1º febbraio | Omaha Open 1971 Omaha, USA 15 000 $ - Indoor Singolare - Doppio                  | Ilie Năstase 6-4 6-3 6-1          | Cliff Richey   | Jim McManus Thomaz Koch |                     |
| 1º febbraio | Omaha Open 1971 Omaha, USA 15 000 $ - Indoor Singolare - Doppio                  |                                   |                | Jim McManus Thomaz Koch |                     |
| 7 febbraio  | Buddy Pontiac International 1971 Washington, USA Singolare - Doppio              | Jaime Fillol 6-1 3-6 6-4 6-7 6-4  | Thomaz Koch    |                         |                     |
| 7 febbraio  | Buddy Pontiac International 1971 Washington, USA Singolare - Doppio              |                                   |                |                         |                     |
| 13 febbraio | The May Co International 1971 Los Angeles, USA Singolare - Doppio                | Andrés Gimeno 6-3 2-6 6-2         | Pierre Barthes |                         |                     |
| 13 febbraio | The May Co International 1971 Los Angeles, USA Singolare - Doppio                |                                   |                |                         |                     |
| 21 febbraio | Moscow International Indoor Open 1971 Mosca, Unione Sovietica Singolare - Doppio | Aleksandre Met'reveli 6-3 2-6 6-4 | An Volkov      |                         |                     |
| 21 febbraio | Moscow International Indoor Open 1971 Mosca, Unione Sovietica Singolare - Doppio |                                   |                |                         |                     |

### Marzo
| Settimana | Torneo                                                                              | Vincitore                         | Finalista        | Semifinalisti | Eliminati ai quarti |
| --------- | ----------------------------------------------------------------------------------- | --------------------------------- | ---------------- | ------------- | ------------------- |
| ? Marzo   | Tokyo Indoor 1971 Tokyo, Giappone Singolare - Doppio                                | Ken Fletcher 7-5 6-4              | Takeshi Koura    |               |                     |
| ? Marzo   | Tokyo Indoor 1971 Tokyo, Giappone Singolare - Doppio                                |                                   |                  |               |                     |
| 21 marzo  | Egyptian International Cairo Championships 1971 Il Cairo, Egitto Singolare - Doppio | Aleksandre Met'reveli 8-6 9-7 6-4 | Ismail El Shafei |               |                     |
| 21 marzo  | Egyptian International Cairo Championships 1971 Il Cairo, Egitto Singolare - Doppio |                                   |                  |               |                     |

### Aprile
| Settimana | Torneo                                                                                 | Vincitore                | Finalista       | Semifinalisti | Eliminati ai quarti |
| --------- | -------------------------------------------------------------------------------------- | ------------------------ | --------------- | ------------- | ------------------- |
| 4 aprile  | Lima International 1971 Lima, Perù Singolare - Doppio                                  | Eddie Dibbs 6-4 6-3      | Grover Raz Reid |               |                     |
| 4 aprile  | Lima International 1971 Lima, Perù Singolare - Doppio                                  |                          |                 |               |                     |
| 4 aprile  | Natal Open 1971 Durban, Sudafrica 10 000 $ Singolare - Doppio                          | Bob Hewitt 7-6 6-1 6-1   | Manuel Santana  |               |                     |
| 4 aprile  | Natal Open 1971 Durban, Sudafrica 10 000 $ Singolare - Doppio                          |                          |                 |               |                     |
| 4 aprile  | Caribe Hilton International Championships 1971 San Juan, Porto Rico Singolare - Doppio | Stan Smith 6-3 6-3       | Cliff Richey    |               |                     |
| 4 aprile  | Caribe Hilton International Championships 1971 San Juan, Porto Rico Singolare - Doppio |                          |                 |               |                     |
| 11 aprile | Des Moines Open 1971 Des Moines, Stati Uniti 15 000 $ - Sintetico indoor Singolare     | Cliff Richey 6-1 6-3     | Vladimír Zedník |               |                     |
| 17 aprile | Cumberland Hard Court Championships 1971 Hampstead, Gran Bretagna Singolare - Doppio   | Ken Fletcher 7-5 6-0     | Mills           |               |                     |
| 17 aprile | Cumberland Hard Court Championships 1971 Hampstead, Gran Bretagna Singolare - Doppio   |                          |                 |               |                     |
| 17 aprile | South African Open 1971 Johannesburg, Sudafrica Singolare - Doppio                     | Ken Rosewall 6-4 6-0 6-4 | Fred Stolle     |               |                     |
| 17 aprile | South African Open 1971 Johannesburg, Sudafrica Singolare - Doppio                     |                          |                 |               |                     |
| 18 aprile | Jacksonville Open 1971 Jacksonville, USA Singolare - Doppio                            | Tom Edlefsen 7-5 4-6 6-3 | Clark Graebner  |               |                     |
| 18 aprile | Jacksonville Open 1971 Jacksonville, USA Singolare - Doppio                            |                          |                 |               |                     |
| 25 aprile | Denver Round Robin Championships 1971 Denver, USA Singolare - Doppio                   | Ken Rosewall Round Robin | Cliff Drysdale  |               |                     |
| 25 aprile | Denver Round Robin Championships 1971 Denver, USA Singolare - Doppio                   |                          |                 |               |                     |

### Maggio
| Settimana | Torneo                                                                             | Vincitore                            | Finalista                    | Semifinalisti | Eliminati ai quarti |
| --------- | ---------------------------------------------------------------------------------- | ------------------------------------ | ---------------------------- | ------------- | ------------------- |
| ? Maggio  | Pensacola International 1971 Pensacola, USA Singolare - Doppio                     | Milan Holeček 4-6 6-3 6-3            | Nikola Spear                 |               |                     |
| ? Maggio  | Pensacola International 1971 Pensacola, USA Singolare - Doppio                     |                                      |                              |               |                     |
| 1º maggio | Sutton Hard Court Championships 1971 Sutton, Gran Bretagna Singolare - Doppio      | Byron Bertram 8-6 6-1                | Paul Hutchins                |               |                     |
| 1º maggio | Sutton Hard Court Championships 1971 Sutton, Gran Bretagna Singolare - Doppio      |                                      |                              |               |                     |
| 2 maggio  | River Plate Championships 1971 Buenos Aires, Argentina Singolare - Doppio          | Jaime Fillol 6-4 6-3 6-3             | Julián Ganzabal              |               |                     |
| 2 maggio  | River Plate Championships 1971 Buenos Aires, Argentina Singolare - Doppio          |                                      |                              |               |                     |
| 2 maggio  | Kansas City Open 1971 Kansas City, USA 10 000 $ Singolare - Doppio                 | Cliff Richey 7-5 5-7 6-2             | Alex Olmedo                  |               |                     |
| 2 maggio  | Kansas City Open 1971 Kansas City, USA 10 000 $ Singolare - Doppio                 | Cliff Richey Erik Van Dillen 6-4 7-6 | Frank Froehling Tom Edlefsen |               |                     |
| 8 maggio  | Surrey Hard Court Championships 1971 Guildford, Gran Bretagna Singolare - Doppio   | Matthews 4-6 6-4 6-3                 | Colin Dibley                 |               |                     |
| 8 maggio  | Surrey Hard Court Championships 1971 Guildford, Gran Bretagna Singolare - Doppio   |                                      |                              |               |                     |
| 9 maggio  | Southern California Championships 1971 Los Angeles, USA Cemento Singolare - Doppio | Pancho Gonzales 6-4 4-6 6-1          | Jimmy Connors                |               |                     |
| 9 maggio  | Southern California Championships 1971 Los Angeles, USA Cemento Singolare - Doppio |                                      |                              |               |                     |
| 9 maggio  | Tulsa Clay Court Championships 1971 Tulsa, USA Singolare - Doppio                  | Harold Solomon 3-6 6-3 6-4           | Guerry                       |               |                     |
| 9 maggio  | Tulsa Clay Court Championships 1971 Tulsa, USA Singolare - Doppio                  |                                      |                              |               |                     |
| 9 maggio  | Melia Trophy 1971 Madrid, Spagna Singolare - Doppio                                | Ion Țiriac 7-5 6-1 6-0               | Ilie Năstase                 |               |                     |
| 9 maggio  | Melia Trophy 1971 Madrid, Spagna Singolare - Doppio                                |                                      |                              |               |                     |
| 15 maggio | London Hard Court Championships 1971 Hurlingham, Gran Bretagna Singolare - Doppio  | Jaime Fillol 7-5 6-3                 | Gerald Battrick              |               |                     |
| 15 maggio | London Hard Court Championships 1971 Hurlingham, Gran Bretagna Singolare - Doppio  |                                      |                              |               |                     |
| 15 maggio | Torneo di Lee-on-Solent 1971 Lee-on-Solent, Gran Bretagna Singolare - Doppio       | David Lloyd 6-4 6-1                  | Jaime Pinto-Bravo            |               |                     |
| 15 maggio | Torneo di Lee-on-Solent 1971 Lee-on-Solent, Gran Bretagna Singolare - Doppio       |                                      |                              |               |                     |
| 29 maggio | Surrey Grass Court Championships 1971 Surbiton, Gran Bretagna Singolare - Doppio   | Anand Armitraj 6-2 6-2               | Paul Hutchins                |               |                     |
| 29 maggio | Surrey Grass Court Championships 1971 Surbiton, Gran Bretagna Singolare - Doppio   |                                      |                              |               |                     |
| 29 maggio | Torneo di Lytham St Annes 1971 Lytham St Annes, Gran Bretagna Singolare - Doppio   | Kim Warwick 8-9 6-2 7-5              | Manderson                    |               |                     |
| 29 maggio | Torneo di Lytham St Annes 1971 Lytham St Annes, Gran Bretagna Singolare - Doppio   |                                      |                              |               |                     |

### Giugno
| Settimana | Torneo                                                                          | Vincitore                       | Finalista                 | Semifinalisti | Eliminati ai quarti |
| --------- | ------------------------------------------------------------------------------- | ------------------------------- | ------------------------- | ------------- | ------------------- |
| ? Giugno  | Victorian Hard Court Championships 1971 Melbourne, Australia Singolare - Doppio | Frank Sedgman                   | non conosciuta (bandiera) |               |                     |
| ? Giugno  | Victorian Hard Court Championships 1971 Melbourne, Australia Singolare - Doppio |                                 |                           |               |                     |
| 6 giugno  | Northern Championships 1971 Manchester, Gran Bretagna Singolare - Doppio        | Colin Dibley 6-1 6-4            | Bob Hewitt                |               |                     |
| 6 giugno  | Northern Championships 1971 Manchester, Gran Bretagna Singolare - Doppio        |                                 |                           |               |                     |
| 8 giugno  | Torneo di Saltsjöbaden 1971 Saltsjöbaden, Svezia Singolare - Doppio             | Martin Mulligan 6-0 6-7 6-2 6-3 | Jan-Erik Lundquist        |               |                     |
| 8 giugno  | Torneo di Saltsjöbaden 1971 Saltsjöbaden, Svezia Singolare - Doppio             |                                 |                           |               |                     |
| 12 giugno | Kent Championships 1971 Beckenham, Gran Bretagna Singolare - Doppio             | Stan Smith 7-9 6-4 6-2          | Premjit Lall              |               |                     |
| 12 giugno | Kent Championships 1971 Beckenham, Gran Bretagna Singolare - Doppio             |                                 |                           |               |                     |
| 12 giugno | Nottingham John Player 1971 Nottingham, Gran Bretagna Singolare - Doppio        | Jaime Fillol 6-2 6-3            | Perkins                   |               |                     |
| 12 giugno | Nottingham John Player 1971 Nottingham, Gran Bretagna Singolare - Doppio        |                                 |                           |               |                     |
| 12 giugno | Ulster Tournament 1971 Belfast, Irlanda del Nord Singolare - Doppio             | Frank Froehling 1-6 10-8 6-3    | Edison Mandarino          |               |                     |
| 12 giugno | Ulster Tournament 1971 Belfast, Irlanda del Nord Singolare - Doppio             |                                 |                           |               |                     |

### Luglio
| Settimana | Torneo                                                                                         | Vincitore                           | Finalista                        | Semifinalisti | Eliminati ai quarti |
| --------- | ---------------------------------------------------------------------------------------------- | ----------------------------------- | -------------------------------- | ------------- | ------------------- |
| ? Luglio  | Bavarian Open 1971 Monaco di Baviera, Germania Singolare - Doppio                              | Juan Gisbert 6-2 6-4 6-4            | Peter Szoke                      |               |                     |
| ? Luglio  | Bavarian Open 1971 Monaco di Baviera, Germania Singolare - Doppio                              |                                     |                                  |               |                     |
| ? Luglio  | Hungarian International Championships 1971 Budapest, Ungheria Singolare - Doppio               | Tadeusz Nowicki 8-6 2-6 1-6 8-6 7-5 | István Gulyás                    |               |                     |
| ? Luglio  | Hungarian International Championships 1971 Budapest, Ungheria Singolare - Doppio               |                                     |                                  |               |                     |
| 10 luglio | Irish Open 1971 Dublino, Irlanda 12 500 $ Singolare - Doppio                                   | Cliff Drysdale 10-8 6-3             | Clark Graebner                   |               |                     |
| 10 luglio | Irish Open 1971 Dublino, Irlanda 12 500 $ Singolare - Doppio                                   |                                     |                                  |               |                     |
| 11 luglio | Czechoslovakian International Championships 1971 Bratislava, Cecoslovacchia Singolare - Doppio | Jan Kodeš 4-6 6-3 5-7 6-4 6-3       | Szabolcz Baranyi                 |               |                     |
| 11 luglio | Czechoslovakian International Championships 1971 Bratislava, Cecoslovacchia Singolare - Doppio |                                     |                                  |               |                     |
| 11 luglio | Swedish Open 1971 Båstad, Svezia Singolare - Doppio                                            | Ilie Năstase 6-7 6-2 6-1 6-4        | Jan Leschly                      |               |                     |
| 11 luglio | Swedish Open 1971 Båstad, Svezia Singolare - Doppio                                            | Ilie Năstase Ion Țiriac 7-6 6-1     | Jaime Pinto-Bravo Butch Seewagen |               |                     |
| 17 luglio | Essex Championships 1971 Frinton, Gran Bretagna Singolare - Doppio                             | Gerald Battrick 6-3 6-2             | Anand Amritraj                   |               |                     |
| 17 luglio | Essex Championships 1971 Frinton, Gran Bretagna Singolare - Doppio                             |                                     |                                  |               |                     |
| 17 luglio | North of England Championships 1971 Hoylake, Gran Bretagna Singolare - Doppio                  | Andrew Pattison 6-2 5-7 6-2         | Chiraid Muskerjea                |               |                     |
| 17 luglio | North of England Championships 1971 Hoylake, Gran Bretagna Singolare - Doppio                  |                                     |                                  |               |                     |
| 17 luglio | Durham Championships 1971 Sunderland, Gran Bretagna Singolare - Doppio                         | Kim Warwick 6-4 6-3                 | Manderson                        |               |                     |
| 17 luglio | Durham Championships 1971 Sunderland, Gran Bretagna Singolare - Doppio                         |                                     |                                  |               |                     |
| 24 luglio | Leicester Midland Open 1971 Leicester, Gran Bretagna Singolare - Doppio                        | Syd Ball 8-6 6-3                    | Bob Hewitt                       |               |                     |
| 24 luglio | Leicester Midland Open 1971 Leicester, Gran Bretagna Singolare - Doppio                        |                                     |                                  |               |                     |
| 31 luglio | Green Shield 1971 Newcastle, Gran Bretagna Singolare - Doppio                                  | Bob Hewitt 6-1 6-4                  | Ray Keldie                       |               |                     |
| 31 luglio | Green Shield 1971 Newcastle, Gran Bretagna Singolare - Doppio                                  |                                     |                                  |               |                     |

### Agosto
| Settimana | Torneo                                                                               | Vincitore                               | Finalista          | Semifinalisti | Eliminati ai quarti |
| --------- | ------------------------------------------------------------------------------------ | --------------------------------------- | ------------------ | ------------- | ------------------- |
| ? Agosto  | Lebanon International 1971 Brummana, Libano Singolare - Doppio                       | Gerald Battrick 6-4 6-2 3-6 6-8 6-1     | Bob Hewitt         |               |                     |
| ? Agosto  | Lebanon International 1971 Brummana, Libano Singolare - Doppio                       |                                         |                    |               |                     |
| ? Agosto  | Yugoslavian International Championships 1971 Belgrado, Jugoslavia Singolare - Doppio | Željko Franulović 6-1 6-2 6-2           | Manuel Orantes     |               |                     |
| ? Agosto  | Yugoslavian International Championships 1971 Belgrado, Jugoslavia Singolare - Doppio |                                         |                    |               |                     |
| ? Agosto  | Portugal International 1971 Lisbona, Portogallo Singolare - Doppio                   | Nicholas Kalogeropoulos 6-1 4-6 6-1 6-4 | Jairo Velasco, Sr. |               |                     |
| ? Agosto  | Portugal International 1971 Lisbona, Portogallo Singolare - Doppio                   |                                         |                    |               |                     |
| ? Agosto  | Russian International 1971 Mosca, Unione Sovietica Singolare - Doppio                | Aleksandre Met'reveli 6-4 6-1 6-1       | István Gulyás      |               |                     |
| ? Agosto  | Russian International 1971 Mosca, Unione Sovietica Singolare - Doppio                |                                         |                    |               |                     |
| 7 agosto  | Torneo di West Warwickshire 1971 West Warwickshire, Gran Bretagna Singolare - Doppio | Kim Warwick 6-1 3-6 7-5                 | Peter Doerner      |               |                     |
| 7 agosto  | Torneo di West Warwickshire 1971 West Warwickshire, Gran Bretagna Singolare - Doppio |                                         |                    |               |                     |
| 9 agosto  | Turkey Open 1971 Istanbul, Turchia Singolare - Doppio                                | Ilie Năstase 6-4 6-4 11-9               | Andrew Pattison    |               |                     |
| 9 agosto  | Turkey Open 1971 Istanbul, Turchia Singolare - Doppio                                |                                         |                    |               |                     |

### Settembre
| Settimana   | Torneo                                                     | Vincitore                           | Finalista         | Semifinalisti | Eliminati ai quarti |
| ----------- | ---------------------------------------------------------- | ----------------------------------- | ----------------- | ------------- | ------------------- |
| 5 settembre | Athens Championships 1971 Atene, Grecia Singolare - Doppio | Nicholas Kalogeropoulos 6-3 7-5 6-2 | Patrice Dominguez |               |                     |
| 5 settembre | Athens Championships 1971 Atene, Grecia Singolare - Doppio |                                     |                   |               |                     |

### Ottobre
| Settimana  | Torneo                                                                             | Vincitore                  | Finalista            | Semifinalisti | Eliminati ai quarti |
| ---------- | ---------------------------------------------------------------------------------- | -------------------------- | -------------------- | ------------- | ------------------- |
| ? Ottobre  | Sea Pines Pro Championships 1971 Hilton Head, USA Singolare - Doppio               | Rod Laver 6–2, 7–5         | John Newcombe        |               |                     |
| ? Ottobre  | Sea Pines Pro Championships 1971 Hilton Head, USA Singolare - Doppio               |                            |                      |               |                     |
| ? Ottobre  | Philip Morris Invitation 1971 Saragozza, Spagna Singolare - Doppio                 | Manuel Santana 6-4 6-4 8-6 | Harald Eischenbroich |               |                     |
| ? Ottobre  | Philip Morris Invitation 1971 Saragozza, Spagna Singolare - Doppio                 |                            |                      |               |                     |
| 10 ottobre | Hong Kong International Championships 1971 Hong Kong, Hong Kong Singolare - Doppio | Colin Dibley 6-1 6-4 6-2   | John Cooper          |               |                     |
| 10 ottobre | Hong Kong International Championships 1971 Hong Kong, Hong Kong Singolare - Doppio |                            |                      |               |                     |
| 11 ottobre | Israel Internernational 1971 Tel Aviv, Israele Singolare - Doppio                  | Irvine 6-1 6-2 7-5         | Rae                  |               |                     |
| 11 ottobre | Israel Internernational 1971 Tel Aviv, Israele Singolare - Doppio                  |                            |                      |               |                     |
| 16 ottobre | Scotland Dewar Cup Edinburgh 1971 Edimburgo, Scozia Singolare - Doppio             | Bob Hewitt 76 6-3          | Gerald Battrick      |               |                     |
| 16 ottobre | Scotland Dewar Cup Edinburgh 1971 Edimburgo, Scozia Singolare - Doppio             |                            |                      |               |                     |
| 23 ottobre | England Dewar Cup Billingham 1971 Billingham, Gran Bretagna Singolare - Doppio     | Jaime Fillol 2-6 6-4 6-3   | Gerald Battrick      |               |                     |
| 23 ottobre | England Dewar Cup Billingham 1971 Billingham, Gran Bretagna Singolare - Doppio     |                            |                      |               |                     |

### Novembre
| Settimana   | Torneo                                                                          | Vincitore                   | Finalista         | Semifinalisti | Eliminati ai quarti |
| ----------- | ------------------------------------------------------------------------------- | --------------------------- | ----------------- | ------------- | ------------------- |
| novembre    | Morocco International Championships 1971 Casablanca, Marocco Singolare - Doppio | Ion Țiriac 7-6 6-0 6-3      | François Jauffret |               |                     |
| novembre    | Morocco International Championships 1971 Casablanca, Marocco Singolare - Doppio |                             |                   |               |                     |
| 6 novembre  | Wales Dewar Cup Aberavon 1971 Aberavon, Gran Bretagna Singolare - Doppio        | Bob Hewitt 7-5 6-4          | Gerald Battrick   |               |                     |
| 6 novembre  | Wales Dewar Cup Aberavon 1971 Aberavon, Gran Bretagna Singolare - Doppio        |                             |                   |               |                     |
| 13 novembre | Torquay Dewar Cup 1971 Torquay, Gran Bretagna Singolare - Doppio                | Bob Hewitt 3-6 6-1 6-2      | Gerald Battrick   |               |                     |
| 13 novembre | Torquay Dewar Cup 1971 Torquay, Gran Bretagna Singolare - Doppio                |                             |                   |               |                     |
| 20 novembre | London Dewar Cup Finals 1971 Londra, Gran Bretagna Singolare - Doppio           | Gerald Battrick 0-6 6-1 6-3 | Bob Hewitt        |               |                     |
| 20 novembre | London Dewar Cup Finals 1971 Londra, Gran Bretagna Singolare - Doppio           |                             |                   |               |                     |

### Dicembre
| Settimana   | Torneo                                                                                          | Vincitore                        | Finalista      | Semifinalisti | Eliminati ai quarti |
| ----------- | ----------------------------------------------------------------------------------------------- | -------------------------------- | -------------- | ------------- | ------------------- |
| 12 dicembre | Queensland Open 1971 Brisbane, Australia Erba Singolare - Doppio                                | Malcolm Anderson 6-4 6-4 6-7 7-6 | John Cooper    |               |                     |
| 12 dicembre | Queensland Open 1971 Brisbane, Australia Erba Singolare - Doppio                                |                                  |                |               |                     |
| 16 dicembre | Kingston Rothmans International 1971 Kingston, Giamaica Cemento Singolare - Doppio              | Pancho Gonzales 2-6 6-0 6-3 6-2  | Clark Graebner |               |                     |
| 16 dicembre | Kingston Rothmans International 1971 Kingston, Giamaica Cemento Singolare - Doppio              |                                  |                |               |                     |
| 18 dicembre | Queensland Hard Court Championships 1971 (Australian HC) Brisbane, Australia Singolare - Doppio | Malcolm Anderson 2-6 6-0 6-3 6-2 | Geoff Masters  |               |                     |
| 18 dicembre | Queensland Hard Court Championships 1971 (Australian HC) Brisbane, Australia Singolare - Doppio |                                  |                |               |                     |
| 18 dicembre | OFS Championships 1971 Bloemfontein, Sudafrica Singolare - Doppio                               | Juan Gisbert 6-4 6-4             | Pat Cramer     |               |                     |
| 18 dicembre | OFS Championships 1971 Bloemfontein, Sudafrica Singolare - Doppio                               |                                  |                |               |                     |
| 25 dicembre | Border Championships 1971 East London, Sudafrica Singolare - Doppio                             | Andrew Pattison 6-4 6-4          | Bob Hewitt     |               |                     |
| 25 dicembre | Border Championships 1971 East London, Sudafrica Singolare - Doppio                             |                                  |                |               |                     |